# Трамвай Віторія-Гастейс
Трамвай Віторія-Гастейс (баск. Gasteizko tranbia, ісп. Tranvía de Vitoria) — трамвайна мережа міста Віторія-Гастейс, країна Басків, Іспанія під орудою баскської залізничної компанії Euskotren під назвою «Euskotren Tranbia».
Сполучає найбільш густонаселеніші райони Віторії з центром міста.
Мережа складається з лінії з двома відгалуженнями і дозволяє пасажирам дістатися до районів Ібайондо, Лакуа та Абетчуко за 15 хвилин від центру.

## Історія
- вересень 2006: початок будівництва мережі.
- 23 грудня 2008: відкриття першої лінії, що сполучає центр міста з північним районом Лакуа.
- 10 липня 2009: відкриття другої лінії, до зупинки Каньябенто.
- вересень 2012: розширення другої лінії на 750 м на дві додаткові зупинки до центру району Абетчуко.[1]
- 15 лютого 2020: введено в експлуатацію розширення лінії на південь довжиною 1,4 км. Створено три нові зупинки.

Депо розташоване біля кінцевої точки Ібайондо. Поворотних петель немає, потяги прямують задки на всіх кінцевих зупинках, змінюючи напрямок руху.

## Рухомий склад
У мережі працюють п'ятивагонні Urbos 2 від баскської компанії CAF: в 2008 та 2009 роках CAF поставив загалом 11 двосторонніх зчленованих поїздів.

Через збільшення пасажирообігу до 8,3 млн пасажирів в 2018 році виникла потреба в розширенні парку рухомого складу: в 2017 році в CAF замовлено три семивагонні потяги типу Urbos 600, а у травні 2019 року було замовлено ще один потяг, вагони були поставлені у грудні 2019 року.